# Allendale (California)
Allendale es un lugar designado por el censo ubicado en el condado de Solano en el estado estadounidense de California. En el año 2010 tenía una población de 1,506 habitantes.

## Geografía
Allendale se encuentra ubicado en las coordenadas 38°26′33″N 121°58′59″O / 38.44250, -121.98306.